# Хиден Хилс (Калифорнија)
Хиден Хилс (енгл. Hidden Hills) град је у америчкој савезној држави Калифорнија. По попису становништва из 2010. у њему је живело 1.856 становника.

## Демографија
Према попису становништва из 2010. у граду је живело 1.856 становника, што је 19 (1,0%) становника мање него 2000. године.
| Група             | 2000.         | 2010.         |
| Белци             | 1.669 (89,0%) | 1.622 (87,4%) |
| Афроамериканци    | 12 (0,6%)     | 37 (2,0%)     |
| Азијати           | 40 (2,1%)     | 42 (2,3%)     |
| Хиспаноамериканци | 125 (6,7%)    | 123 (6,6%)    |
| Укупно            | 1.875         | 1.856         |